# Politeama (Pavia)
Il Politeama è un edificio in stile art déco di Pavia realizzato tra 1925 e il 1927 su progetto dell'architetto Piero Portaluppi per ospitarvi un cinema, un teatro, attività commerciali e abitazioni.

## Storia e descrizione
Maggiore realizzazione art déco pavese, venne inserito in un centralissimo isolato posto tra corso Cavour (l’antico decumano della città) e via Parodi. Il Politeama fu voluto dall’ingegnere Angelo Pollini, che a Pavia aveva già promosso la nascita del cinema e teatro Kursaal, il quale affidò la progettazione dell’edificio nel 1925 al cugino Piero Portaluppi, che seppe abilmente adattare con equilibrio le dimensioni del Politeama agli spazi ristretti del centro storico di Pavia. Data la ristretta larghezza di corso Cavour, che limitava fortemente la prospettiva frontale della nuova struttura, Portaluppi sfruttò la porzione ad angolo tra il corso e via Parodi per qualificare stilisticamente l’edificio con un doppio portale (successivamente chiuso con saracinesche), il sovrastante balcone e la zona superiore smussata con ornati geometrici e finestrelle binate, utilizzando un repertorio stilistico già impegnato nel progetto di villa Corti a Lecco nel 1921.
Nella facciata rivolta verso corso Cavour, al piano terreno quattro arcate introducono all’atrio del complesso, dove si trovano attività commerciali, mentre all’estremità destra è l’accesso alla torretta e agli appartamenti del primo e del secondo piano. Il Politeama (denominato originariamente Politeama Principe Umberto Cinema Teatro), che ospita anche un cinema tuttora in attività, venne inaugurato nell’ottobre del 1927.